# 이나 (1991년)
이나(본명: 유이나, 10월 24일~)는 대한민국의 가수 겸 작사가이고 클럽 DJ이자 방송인이다.

## 이력
대전에서 태어나 [2015미스코리아], [2015미스인터콘티넨탈] 대회에 참가하여, 대전.충남(특별상), 충청권대회 1위를 수상하였다. 그 계기로 연예계로 들어서게 되었고, 연습생 생활을 거쳐 2018년 [아이리수]의 싱글 [오빠'OPPA']로 데뷔했다. 이후 같은 해 첫 솔로 싱글앨범 [니가없으면]을 발매했다.

## 학력
- 대전한밭초등학교 -> 탄방초등학교 (졸업)
- 대전삼천중학교 -> 대전용전중학교 (졸업)
- 대전충남여자고등학교 (졸업)
- 서울종합예술실용학교 연기예술학부 아나운서과 (휴학)

## 활동

### 뮤직비디오
- 2018년 AiRiSU |오빠/OPPA]]
- 2018년 유이나 |니가 없으면]]

### 방송
- 2015년 ETN 쇼 미더 이슈 VJ매거진 프로그램
- 2016년 8월 12일~2016년 8월 19일 JTBC 솔로워즈
- 2018년 9월 23일~2018년 9월 23일 K STAR 아이리수 오빠'OPPA'
- 2018년 10월 25일~2018년 10월 25일 Simply K-Pop |아이리수 오빠'OPPA'

### 광고
- 2019 아마란스 환안비

## 수상 경력
- 미스코리아 대전-충남 2015년|2015 미스코리아 대전-충남 특별상 |프로필]]
- 2015 미스 인터콘티넨탈 충청권 1위 |기사]]